# Mġarr (Gozo)

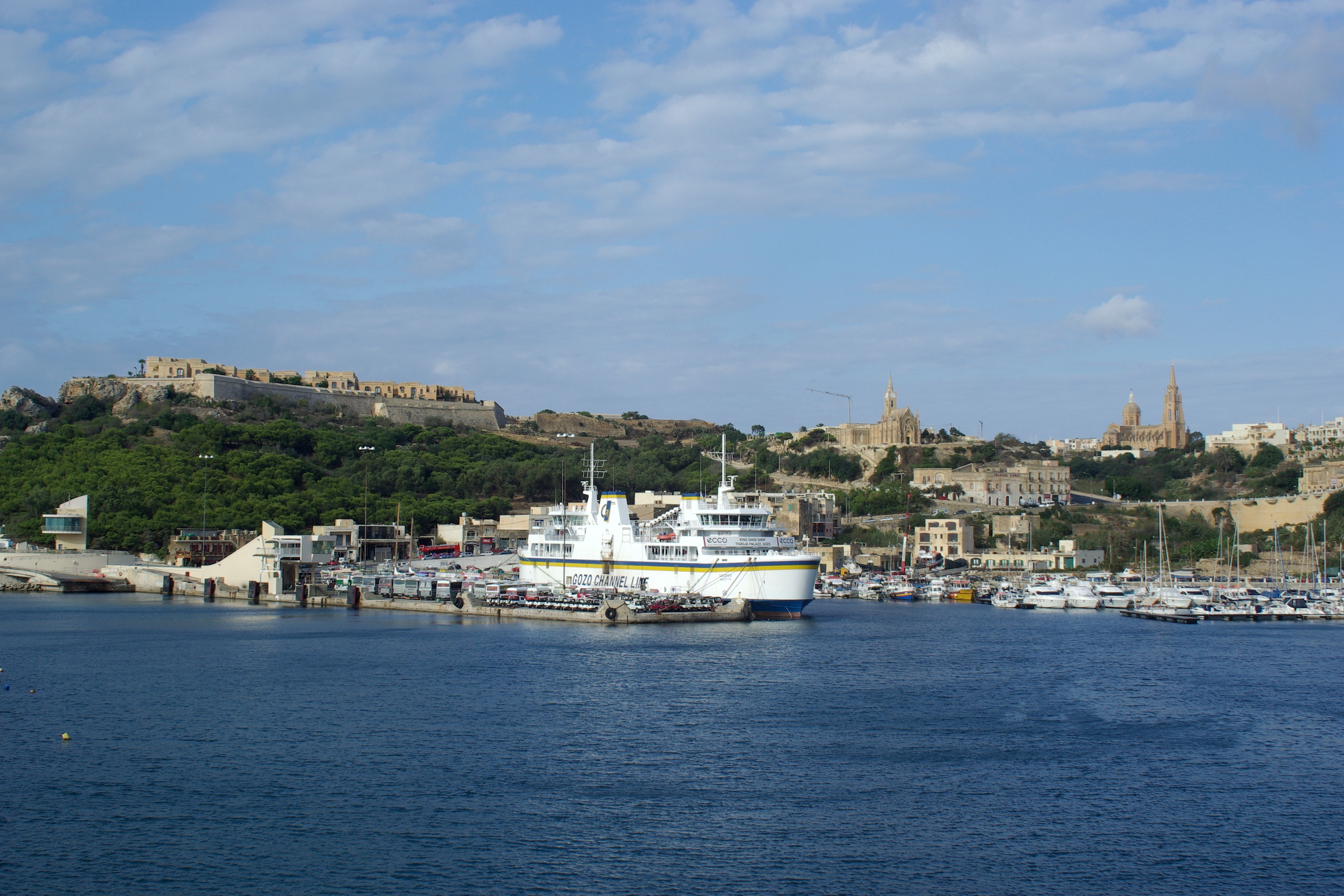
Mġarr od strony Malty

Mġarr – niewielkie miasteczko i port na południowym wschodzie maltańskiej wyspy Gozo, w granicach administracyjnych Għajnsielem. Leży 6 kilometrów od stolicy wyspy Victoria. Jego duże znaczenie wynika z faktu, że jest jedynym większym portem na wyspie, obsługującym ruch promowy na wyspę Malta (na przystań w Ċirkewwa, przeprawa trwa około 30 minut).
Port w Mġarr osłonięty jest falochronem dzięki czemu przystań jest bezpieczna także podczas zimowych, sztormowych miesięcy. Oprócz promów w porcie cumują łodzie rybackie i jachty.
Na zachód od miejscowości na klifowym wschodnim brzegu zatoki Mġarr ix-Xini znajduje się wybudowana w 1661 roku wieża Mġarr ix-Xini, wpisana na listę National Inventory of the Cultural Property of the Maltese Islands pod numerem 00037.